# حديث منقطع

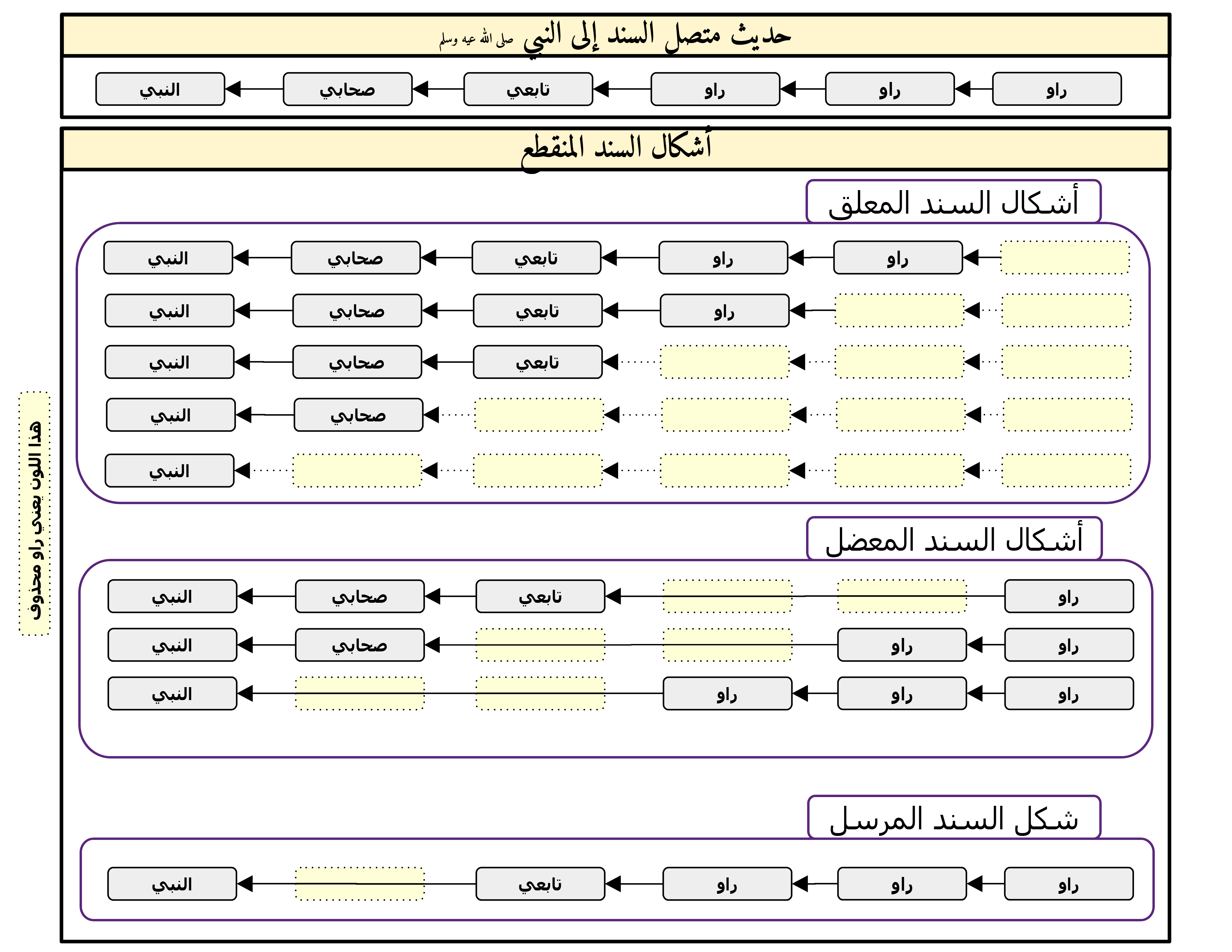
الحديث المروي بسند منقطع، وأشكال الانقطاع

الحديث المنقطع هو ما سقط من سنده راو أو أكثر، وهو ضد الحديث المتصل، والانقطاع والاتصال من صفات السند.

## أقسام الحديث المنقطع
يُمثِل الحديث المنقطع أصلا عاما لكل سند سقط منه راو أو أكثر، ويندرج تحت الحديث المنقطع أقسام، فيُقسم من حيث موضع الانقطاع في السند إلى:

### منقطع في أول السند
الحديث المنقطع في أول سنده هو الحديث الذي سقط من أول سنده راو أو أكثر على التوالي، ويُسمى هذا النوع بالحديث المعلق، وسُمي كذلك لأنه بحذف أوله صار كالشيء المعلق من الأعلى بالسقف.
فهذا حديث مقطوع في أول إسناده، لأنه حُذف جميع إسناده إلا الصحابي أبو موسى الأشعري ، قيُقال فيه حديث معلق، وهو على الصورة التالية:

### منقطع في أثناء السند
الحديث المنقطع في أثناء سنده هو الحديث الذي سقط من أثناء سنده راو أو أكثر.

#### في موضع واحد
فهذا حديث مقطوع في أثناء إسناده، لأن فيه الحسن البصري رَوَى عن عمر بن الخطاب، وبالنظر إلى أن الحسن وُلد سنة (21هـ)، وعمر مات أواخر (23هـ)، أو أول (24هـ)، فلا يمكن للحسن أن يسمع من عمر، وهو على الصورة التالية:
وألحق بعض العلماء بهذا القسم كل حديث ذكر في أثناء سنده راو مجهول، كأن يُقال روى «رجل» أو «شيخ» دون أن يُعرف اسمه، ومثله:
فلم يُذكر اسم الرجلين ليُعرف منزلتهم من العدالة والضبط، فكان ذلك بمنزلة الانقطاع في السند.

#### في موضعين دون توالي
فهذا حديث مقطوع أثناء إسناده في موضعين، الأول أن الحجاج بن أرطاة لم يسمع من عبد الجبار بن وائل، والثاني أن عبد الجبار بن وائل لم يسمع من أبيه، لأن عبد الجبار وُلد بعد موت أبيه، وهو على الصورة التالية:

#### في موضعين مع التوالي
الحديث الذي سقط من أثناء سنده راويان على التوالي، ويُسمى بالحديث المعضل.
فهذا حديث مقطوع في أثناء إسناده في موضعين متواليين، لأن هارون بن رئاب إنما روى عن التابعين عن الصحابة، قيُقال فيه حديث معضل، وهو على الصورة التالية:

### منقطع في آخر السند
الحديث المنقطع في آخر إسناده هو الحديث الذي سقط رواته من بعد التابعي، ويُسمى هذا النوع بالحديث المرسل.
فهذا حديث مقطوع في آخر إسناده، لأن سعيد بن المسيب من التابعين، ولم يُدرك النبي ﷺ، وسقط كل الرواة من بعد سعيد، قيُقال فيه حديث مرسل، وهو على الصورة التالية:

## حكمه
الحديث المنقطع من أنواع الحديث الضعيف لفقده أول شرط من شروط الحديث المقبول وهو اتصال السند، فيحكم عليه بالضعف حتى يتبين حال الراوي الساقط من السند.

## وصلات خارجية
- كتب الحديث في موقع الإسلام
- مكتبة مشكاة
- مكتبة صيد الفوائد
- لمحة عن تاريخ علم الحديث من إسلام أونلاين
- مكتبة الحديث النبوي الشريف
- الإحكام في الأحكام